# カゼイ・ジェローラ
カゼイ・ジェローラ（伊: Casei Gerola）は、イタリア共和国ロンバルディア州パヴィーア県にある、人口約2,400人の基礎自治体（コムーネ）。

## 地理

### 位置・広がり

#### 隣接コムーネ
隣接するコムーネは以下の通り。括弧内のALはアレッサンドリア県所属を示す。
- カステルヌオーヴォ・スクリーヴィア (AL)
- コルナーレ・エ・バスティーダ
- イーゾラ・サンタントーニオ (AL)
- メッツァーナ・ビーリ
- モリーノ・デイ・トルティ (AL)
- ポンテクローネ (AL)
- シルヴァーノ・ピエトラ
- ヴォゲーラ

### 気候分類・地震分類
気候分類では、zona E, 2619 GGに分類される。
また、イタリアの地震リスク階級 (it) では、zona 3 (sismicità bassa) に分類される
。